# Scott Machado
Scott Michael Machado (Queens, 8 giugno 1990) è un cestista statunitense con cittadinanza brasiliana.

## Carriera
Nel 2012, dopo un quadriennio alla Iona University, stabilisce il record di assist stagionale (327) nella NCAA con circa 10 assist di media a partita. Non viene scelto nel draft NBA 2012, ma dopo vari camp estivi firma un triennale con gli Houston Rockets.

## Statistiche

### College
| Anno      | Squadra    | PG  | PT  | MP   | TC%  | 3P%  | TL%  | RP  | AP  | PRP | SP  | PP   |
| --------- | ---------- | --- | --- | ---- | ---- | ---- | ---- | --- | --- | --- | --- | ---- |
| 2008-2009 | Iona Gaels | 31  | 27  | 27,0 | 40,5 | 27,8 | 69,4 | 3,4 | 4,8 | 1,3 | 0,1 | 9,3  |
| 2009-2010 | Iona Gaels | 31  | 29  | 28,1 | 40,3 | 34,1 | 79,2 | 3,2 | 3,9 | 1,6 | 0,1 | 12,5 |
| 2010-2011 | Iona Gaels | 37  | 36  | 34,2 | 41,0 | 32,0 | 67,5 | 3,9 | 7,6 | 1,3 | 0,2 | 13,2 |
| 2011-2012 | Iona Gaels | 33  | 33  | 35,5 | 49,5 | 40,4 | 81,1 | 4,9 | 9,9 | 1,6 | 0,2 | 13,6 |
| Carriera  | Carriera   | 132 | 125 | 31,4 | 42,9 | 34,2 | 74,0 | 3,9 | 6,7 | 1,4 | 0,1 | 12,2 |

### NBA

#### Regular Season
| Anno      | Squadra         | PG | PT | MP  | TC%  | 3P%  | TL% | RP  | AP  | PRP | SP  | PP  |
| --------- | --------------- | -- | -- | --- | ---- | ---- | --- | --- | --- | --- | --- | --- |
| 2012-2013 | Houston Rockets | 6  | 0  | 3,5 | 50,0 | 0,0  | 100 | 0,2 | 1,0 | 0,3 | 0,0 | 1,3 |
| 2018-2019 | L.A. Lakers     | 4  | 0  | 4,8 | 66,7 | 100  | 100 | 0,0 | 0,8 | 0,3 | 0,0 | 2,5 |
| Carriera  | Carriera        | 10 | 0  | 4,0 | 58,3 | 50,0 | 100 | 0,1 | 0,9 | 0,3 | 0,0 | 1,8 |

#### Playoffs
| Anno     | Squadra       | PG | PT | MP  | TC%  | 3P% | TL%  | RP  | AP  | PRP | SP  | PP  |
| -------- | ------------- | -- | -- | --- | ---- | --- | ---- | --- | --- | --- | --- | --- |
| 2013     | G.S. Warriors | 5  | 0  | 1,6 | 50,0 | -   | 50,0 | 0,2 | 0,2 | 0,0 | 0,0 | 0,6 |
| Carriera | Carriera      | 5  | 0  | 1,6 | 50,0 | -   | 50,0 | 0,2 | 0,2 | 0,0 | 0,0 | 0,6 |

### G League
| Anno      | Squadra          | PG  | PT | MP   | TC%  | 3P%  | TL%  | RP  | AP  | PRP | SP  | PP   |
| --------- | ---------------- | --- | -- | ---- | ---- | ---- | ---- | --- | --- | --- | --- | ---- |
| 2012-2013 | R.G.V. Vipers    | 18  | 9  | 29,0 | 39,5 | 35,2 | 76,7 | 2,9 | 6,1 | 1,0 | 0,2 | 10,3 |
| 2012-2013 | S.C. Warriors    | 10  | 0  | 15,0 | 32,1 | 26,1 | 86,2 | 1,8 | 3,4 | 1,0 | 0,1 | 6,5  |
| 2013-2014 | S.C. Warriors    | 13  | 1  | 20,6 | 34,3 | 23,3 | 79,5 | 2,9 | 3,2 | 0,5 | 0,2 | 8,6  |
| 2013-2014 | Idaho Stampede   | 14  | 5  | 28,1 | 40,5 | 27,3 | 87,5 | 2,4 | 6,0 | 1,4 | 0,0 | 10,2 |
| 2017-2018 | South Bay Lakers | 46  | 22 | 31,4 | 45,0 | 40,5 | 88,4 | 3,8 | 8,7 | 1,0 | 0,1 | 15,9 |
| 2018-2019 | South Bay Lakers | 45  | 25 | 30,9 | 43,5 | 28,7 | 89,8 | 3,4 | 8,0 | 1,1 | 0,2 | 16,4 |
| Carriera  | Carriera         | 146 | 62 | 28,6 | 42,4 | 32,9 | 86,6 | 3,2 | 7,1 | 1,0 | 0,2 | 13,5 |

### Eurocup
| Anno      | Squadra       | PG | PT | MP   | TC%  | 3P%  | TL%  | RP  | AP  | PRP | SP  | PP  |
| --------- | ------------- | -- | -- | ---- | ---- | ---- | ---- | --- | --- | --- | --- | --- |
| 2015-2016 | EWE Oldenburg | 16 | 7  | 17,4 | 33,7 | 27,8 | 80,0 | 1,8 | 3,6 | 0,7 | 0,0 | 5,4 |
| Carriera  | Carriera      | 16 | 7  | 17,4 | 33,7 | 27,8 | 80,0 | 1,8 | 3,6 | 0,7 | 0,0 | 5,4 |

## Palmarès

### Individuale
- All-NBDL All-Rookie First Team (2013)

### Squadra
- Coppa di Estonia: 1

Kalev/Cramo: 2015